# Il mistero di casa Garden
Il mistero di casa Garden (titolo originale The Garden Murder Case) è un romanzo poliziesco del 1935 di S.S. Van Dine, il nono della serie che ha come protagonista l'investigatore dilettante dai poliedrici interessi Philo Vance.

## Trama
Philo Vance, investigatore dilettante appassionato d'arte, riceve una telefonata da parte di un interlocutore che desidera rimanere anonimo, il quale lo avverte, con oscure allusioni, di una situazione potenzialmente pericolosa nell'ambito della famiglia del professor Ephraim Garden. Si accenna al sodio radioattivo (oggetto delle ricerche del professore), a un passo dell'Eneide e all'equanimità. Vance intuisce che questa parola non va intesa in senso letterale, ma è il nome di un purosangue che gareggia in un'importante corsa che si terrà il giorno dopo. Vance sa che Floyd, il figlio del professore, e i suoi amici sono appassionati di corse di cavalli e organizzano in casa incontri durante le quali ascoltano i risultati delle corse via radio e scommettono per telefono. L'investigatore contatta Floyd e si fa invitare ad assistere alla riunione, dove viene a sapere che il cugino di Floyd, Woode Swift, è intenzionato a scommettere su Equanimità una fortissima somma, praticamente tutto quanto possiede. Non resistendo alla tensione nervosa, Woode d'abitudine non ascolta la cronaca della corsa in diretta, ma sale da solo nel giardino che si trova sulla terrazza di casa Garden. Quando Equanimità perde e uno sparo richiama in terrazza i partecipanti alla riunione, nessuno si stupisce di scoprire che Woode, in apparenza, si è suicidato. Solo Vance nota diversi piccoli dettagli che gli fanno scartare la teoria del suicidio e lo mettono sulle tracce di un assassino astuto e privo di scrupoli.

## Personaggi Principali
- Philo Vance - investigatore dilettante
- John F.X. Markham - procuratore distrettuale
- Ernest Heath - sergente di polizia
- Currie - maggiordomo di Philo Vance
- Ephraim Garden - docente universitario di chimica
- Martha Garden - sua moglie
- Floyd Garden - suo figlio
- Woode Swift - nipote dei Garden
- Zalia Graem - amica di Floyd
- Cecil Kroon - amico di Floyd
- Lowe Hammle - appassionato di corse di cavalli
- Madge Wetherby - aspirante attrice
- Bernice Beeton - infermiera in casa Garden
- Dottor Miles Siefert - medico di famiglia dei Garden
- Sneed - maggiordomo dei Garden
- Jacob Hannix - allibratore
- Dottor Emanuel Doremus - medico legale
- Snitkin, Hennessey, Sullivan, Burke - poliziotti

## Critica
Nel capitolo 3 Van Dine fa citare a Philo Vance, con autoironia, i versi che il poeta e umorista Ogden Nash scrisse sulla rivista The New Yorker criticando l'atteggiamento snob del suo personaggio: «Philo Vance / Needs a kick in the pance» (trad. "Philo Vance ha bisogno di un calcio nel fondoschiena").

La prima edizione italiana, nel tentativo di rendere il gioco di parole tra il cognome dei protagonisti, Garden, e il significato della parola, cioè giardino, riferito alla scena del crimine, si intitolava Il mistero della casa Giardino.

## Opere derivate
Dal libro fu tratto nel 1936 un film, The Garden Murder Case, tradotto in italiano con il titolo La volontà occulta, diretto da Edwin L. Marin e con Edmund Lowe nel ruolo di Philo Vance. La trama si discosta parecchio da quella del romanzo.

## Edizioni italiane
- Gli affascinanti casi di Philo Vance: Il mistero di casa Garden. Sequestro di persona, traduzione di Pietro Ferrari, a cura di Marco Polillo, Milano, Mondadori, 1982. - Collana I Classici del Giallo Mondadori n. 880, 2000; in Delitti in gioco, Gli Speciali del Giallo Mondadori n.83, 2017.
- Il mistero di casa Garden, Roma, Newton, 1995.
- Mistero di casa Garden, Santarcangelo di Romagna, Rusconi, 2010.